# Солоники (Витебская область)
Солоники (бел. Сало́нікі) — деревня в Полоцком районе Витебской области Беларуси. Входит в состав Солоникского сельсовета.

## География
Деревня находится в 6 км в направлении к северо-востоку от города Полоцк, в 106 км от Витебска, в 6 км от железнодорожной станции Полоцк.

## Климат
Климат здесь умеренный, с тёплым летом и мягкой зимой. Ветер летом северо-западный, зимой южный или юго-западный, зимой часто проходят циклоны и стоит сырая погода.

## Население
- 2001 год — 784 жителя, 297 дворов[3]
- 2019 год — 527 жителей (перепись населения)